# النقل في السعودية
تتنوع وسائل النقل والمواصلات في المملكة العربية السعودية ما بين البري والجوي والبحري، وقد رافق ذلك امتلاكها أكبر شبكة للطرق بالشرق الأوسط وأكثرها تطورًا. فمن ناحية الطرق البرية فإنها تمتلك شبكة ضخمة من الطرق السريعة المتطورة التي تربط الخليج شرقًا مرورًا بالعاصمة الرياض إلى البحر الأحمر غربًا ومن الشمال على الحدود الأردنية إلى جيزان في الجنوب. ويبلغ مجموع أطوال الطرق ما يزيد عن 300 ألف كيلومتر ما بين طرق سريعة ومزدوجة ومفردة بين المدن، أما بالنسبة إلى داخل المدن فإن أغلب المدن الرئيسية وعواصم المحافظات الثلاثة عشر تمتلك شبكة من الطرق السريعة الدائرية وبالنسبة إلى السكك الحديدية فيوجد الآن سكة حديد تربط ما بين ميناء الملك عبد العزيز بمدينة الدمام وما بين الميناء الجاف بمدينة الرياض ويمر بالأحساء وبقيق والظهران وحرض.
كما يجري الآن بناء شبكة من السكك الحديدية التي ستربط الشمال بالجنوب والغرب بالشرق ستكون محور نقل بين الدول العربية والخليجية كما يتم الآن بناء سكة حديد سريعة ممغنطة بين مكة والمدينة المنورة مرورا بجدة تقطع مسافة 450 كيلو متر بساعتين.
مع وصول البترودولار بدأت المملكة العربية السعودية منذ تأسيسها العديد من المشاريع الضخمة لتطوير البنية التحتية من عهد الملك عبدالعزيز بن عبدالرحمن آل سعود، ومن ضمن ذلك تطوير وعمل شبكة واسعة من الطرق والعمل على تنويع وسائل النقل لدعم التطورات الاقتصادية المختلفة، وفي عهد الملك فهد بن عبدالعزيز آل سعود تطور النقل في السعودية بصورة كبيرة، حيث زاد عدد الطرق المرصوفة والممهدة، ونتيجة لذلك فإن البلاد تمتلك الآن شبكة نقل واسعة النطاق. بحسب تقرير التنافسية العالمي 2019 احتلت المملكة المركز الأول عالميا في مؤشر ترابط شبكة الطرق، كما تقدمت ست مراكز عن العام السابق في البنية التحتية للنقل، و4 مراكز في مؤشر جودة البنية التحتية للطرق، و5 مراكز في كفاءة خدمات النقل الجوي، و4 مراكز في كفاءة خدمات الموانئ، و24 مركزا في كفاءة خدمات القطارات.

## خلفية تاريخية
كانت طرق المواصلات في أول عهد الملك عبد العزيز هي الطرق البرية التي كانت تسلكها قوافل الإبل التجارية أو قوافل الحج. وخلال فترة حكم الملك عبد العزيز، استمرت هذه الطرق كوسيلة النقل الوحيدة وهذا جعل المملكة تعاني من قلة المراكز الحضارية عليها، وطول المدة التي تستغرقها القافلة للسفر، وكذلك انعدام الأمن وكثرة قطاع الطرق في كثير من أجزائها وذلك قبل توحيد المملكة على يد الملك عبد العزيز. وكانت الإبل هي وسائل النقل بشكل رئيسي على هذه الطرق، واستعملت الخيل والحمير في بعض الأحيان للمسافات القصيرة.
بدأت المملكة في منتصف القرن الرابع عشر الهجري تدخل عهد المواصلات الحديثة، وذلك بظهور السيارات في أراضيها، وبداية انتشارها بين السكان. ولذلك دعت الحاجة الملك عبد العزيز إلى تعبيد الطرق البرية، فتم في عهده تعبيد طريق مكة - جدة وطوله 73 كم، ومكة - عرفات - منى وطوله 20 كم، والطائف - الحوية وطوله 30 كم، وطريق الهفوف - عين دار، والبدء في تعبيد طريق مكة - الطائف، وطريق جدة - المدينة، وطريق الرياض - الطائف - مكة، وطريق الرياض – الهفوف – الظهران – القطيف - الجبيل.
أنشئت شركة أرامكو في عهد الملك عبد العزيز طرق حديثة، إذ عبدت طريق الظهران - الدمام - الخبر بطول 40 كم، وطريق يربطها برأس تنورة 80 كم، وطريق تربط بين حقول الزيت المختلفة، وكذلك مهدت شركة التعدين السعودية طريق جدة - منجم الذهب كما عبدت طرقا داخلية في مكة والمدينة وجدة والرياض.
وبجانب تعبيد هذه الطرق البرية في عهد الملك عبد العزيز، أنشئت سكة حديد تربط بين الرياض والهفوف والدمام، حيث افتتحت في محرم عام 1371هـ-أكتوبر 1951م، التي تصل ما بين عاصمة المملكة الرياض والمنطقة الشرقية منها حيث آبار البترول وبلغت تكلفته حوالي 200 مليون ريال. كان هذا الخط الحديدي ثاني خط حديدي تشهده الجزيرة العربية بعد سكة حديد الحجاز التي ربطت بين دمشق والمدينة وأنشأها السلطان عبد الحميد الثاني وافتتحت عام 1326هـ-1908م، ثم ضرب عام 1334هـ-1916م إبان ثورة الحسين بن علي ضد الدولة العثمانية.
اهتم الملك عبد العزيز بالمواصلات البحرية عبر إنشاء موانئ على الخليج العربي والبحر الأحمر، وأهمها ميناء الدمام وجدة، وبدأ في تشكيل خفر للسواحل الطويلة للمملكة مما كان بداية لتشكيل أسطول سعودي تكون من بعض السفن الصغيرة، ثم أنشأت مديرية مصلحة خفر السواحل عام 1350هـ-1931م التي بدأت في شراء بواخر كبيرة منذ عام 1371هـ- 1951م. كما أدى اكتشاف البترول إلى إنشاء ميناء رأس تنورة لتصدير البترول عام 1358هـ-1939، وظهرت المواصلات الجوية في عهد الملك عبد العزيز أيضاً وذلك بإنشاء إدارة الخطوط السعودية باسم مصلحة الطيران عام 1368هـ-1948م، وقد بدأت بطائرة واحدة من نوع (داكوتا) للرحلات الداخلية بين جدة والرياض والدمام ثم زادت الإدارة من شراء الطائرات لتنتقل إلى مرحلة الرحلات الخارجية أيضاً، وشيدت مطارات في جدة والمدينة والحوية بالطائف والرياض والظهران.

### وزارة النقل
أنشئت مصلحة الأشغال العامة والمعادن في عام 1355هـ-1936م والتي كانت تابعة لوزارة المالية، حيث كانت مهامها تتعلق بشؤون الأشغال العامة بما فيها الطرق ثم في عام 1372هـ-1953م تأسست في المملكة العربية السعودية ولأول مرة وزارة المواصلات. وقد أصبحت وزارة المواصلات في العام 1375هـ-1956م مسؤولة عن كل ما يتعلق بشؤون البرق والبريد والهاتف والطرق والسكك الحديدية والموانئ، واستمر ذلك عام 1395هـ-1975م عندما شرعت الدولة في تنفيذ خطط تنموية لبناء التجهيزات الأساسية، والذي تضمن إعادة هيكلة الوزارات والمؤسسات العامة في الدولة نتيجة لزيادة أعباء ومسؤوليات بعض الأجهزة الحكومية، حيث أسست وزارة للبرق والبريد والهاتف.
كما أنشئت مؤسسة عامة للموانئ وأصبحت وزارة المواصلات مسؤولة عن قطاع الطرق. وفي العام 1397هـ-1977م أنشئت في وزارة المواصلات وكالة متخصصة للنقل والتي أصبحت مسؤولة عن تنظيم قطاع النقل باستثناء النقل الجوي. وغُير اسم وزارة المواصلات إلى اسم وزارة النقل في عام 1424هـ-2003م. تتولى وزارة النقل مسؤولية التخطيط والاشراف على قطاع النقل (عدا النقل الجوي) والتنسيق بين وسائله المختلفة. كما تقوم الوزارة بإعداد اللوائح المنظمة لمختلف أنشطة النقل، وإصدار التراخيص اللازمة لممارسة هذه الأنشطة.

## النقل البري

### الطرق

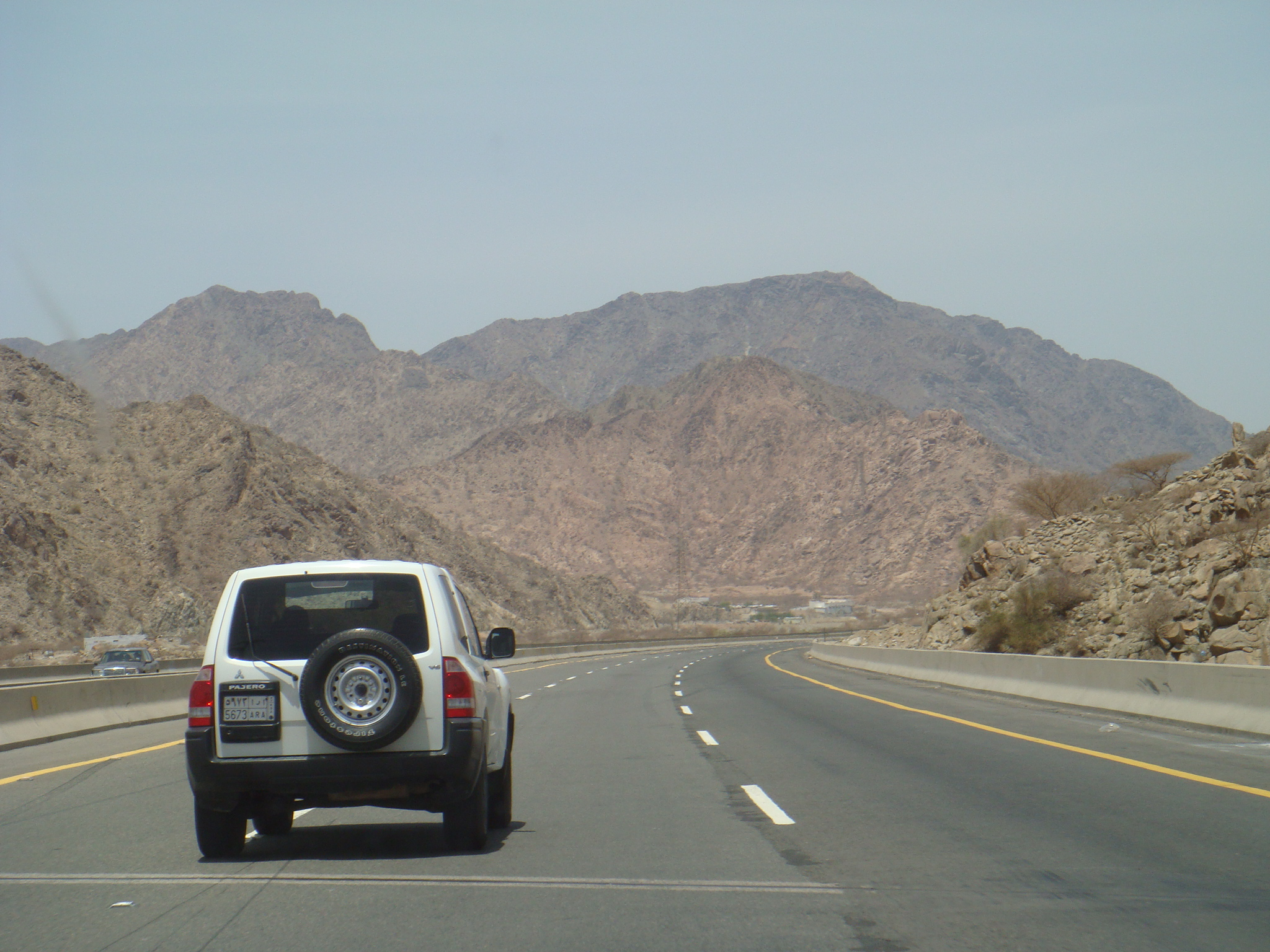
الطريق السريع رقم 60 في الحجاز بالقرب من الطائف.

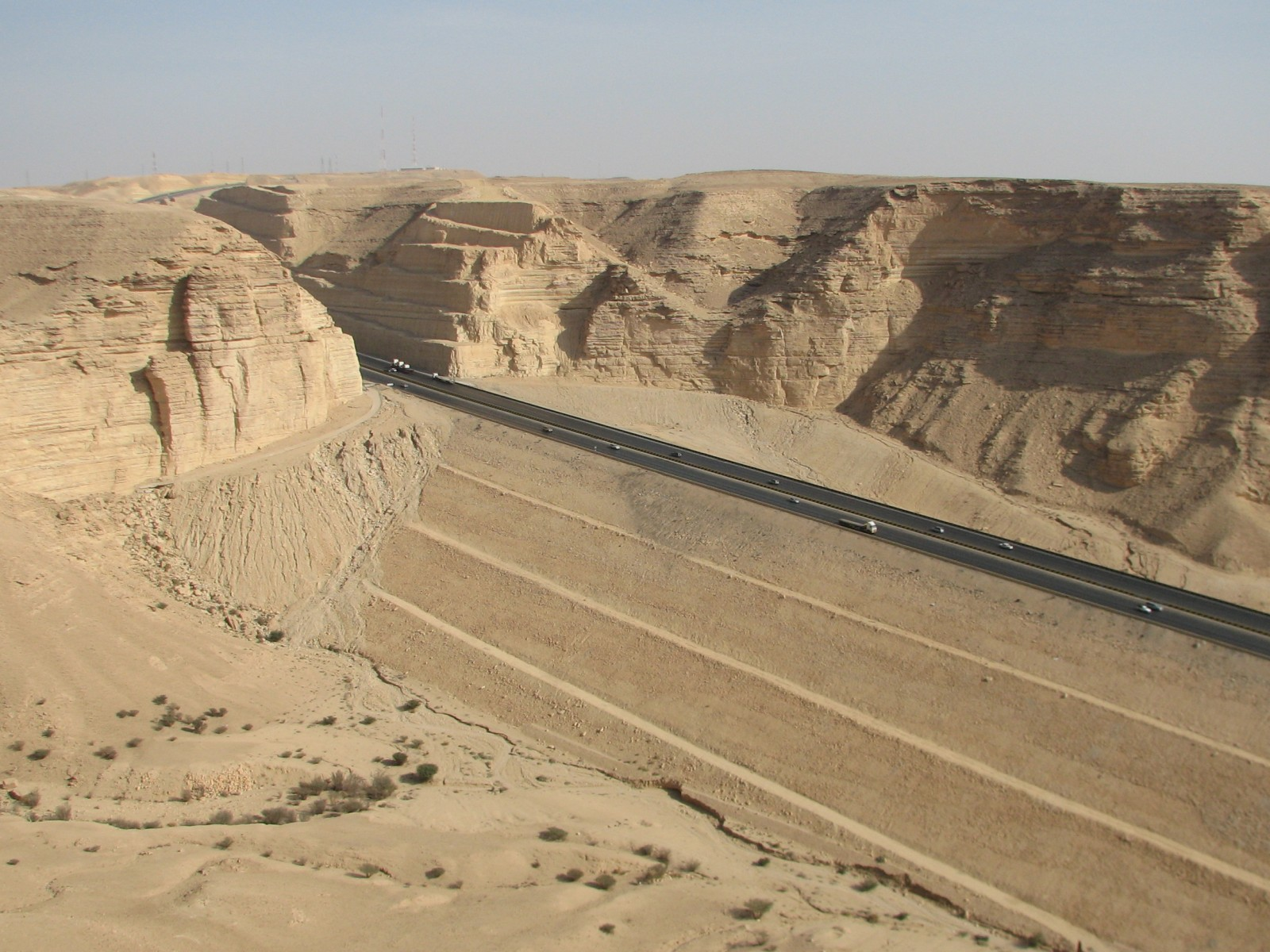
طريق الرياض - مكة بالقرب من جبال طويق في نوفمبر 2006.

مجموع أطوال المسارات للطرق: 315,000كم.
المعبدة: [66,000كم] (يشمل 5,000 كم من الطرق السريعة، 12,000 كم طرق مزدوجة، 49,000كم طرق مفردة).
غير معبدة: 140,000كم (2017).
مع انتشار الرقعة الزراعية وارتفاع مستوى الإنتاج الزراعي في المملكة، بالإضافة إلى ظهور الحاجة إلى ربط القرى والتجمعات الزراعية ببعضها البعض وبشبكة الطرق الرئيسة، وتسهيل الطرق على المزارعين لتسويق منتجاتهم، بدأت وزارة المواصلات (النقل) بفتح وتمهيد الطرق الزراعية في عام 1384هـ. وقد وضعت الوزارة برنامج الطرق الزراعية الممهدة، بهدف التوسع في إنشاء وفتح المزيد من الطرق الزراعية، جنباً إلى جنب مع برنامج الطرق الرئيسية. وبلغ إجمالي أطوال الطرق الزراعية في المملكة حتى عام 1390هـ (بداية خطة التنمية الأولى) حوالي 3500كم من الطرق الممهدة (الترابية) بينما وصل مجموع هذه الطرق حتى نهاية السنة الثالثة من خطة التنمية السابعة (1421هـ - 1422هـ/2000-2001م) 111.700 كيلومتر. بلغ مجموع أطوال الطرق الرئيسية التي نفذتها الوزارة حتى نهاية السنة الثالثة من الخطة الخمسية السابعة للتنمية 21573 كم.
تختلف الطرق في المملكة العربية السعودية في سعتها حيث من ثمانية مسارات لبعض الطرق إلى طريق ذو مسارين في المناطق الريفية. تتم صيانة الطرق السريعة في المدينة والطرق السريعة الرئيسية الأخرى بشكل جيد، وخاصة الطرق في العاصمة الرياض. وقد شيدت الطرق وأخذ بالاعتبار فيها مقاومة درجات الحرارة المرتفعة وتعمل على عدم عكس أشعة الشمس القوية. وتعمل الحكومة الآن على إعادة بناء وصيانة بعض الطرق الأخرى. الطرق السريعة الأخرى في المدينة، مثل الطرق التي تمتد بين الساحلين، ليست كبيرة مثل الطرق السريعة داخل المدينة، لكن الحكومة تعمل الآن على إعادة بناء تلك الطرق. في أكتوبر 2013، تحركت مجموعة من عشاق السيارات على بعد حوالي 2,000 كـم (1,200 ميل) عبر المملكة العربية السعودية بحثًا عن أفضل طريق قيادة، وسميت طريق جدة-الطائف-الهدا السريع باسم «نيرفانا موتورز».
شجعت المملكة العربية السعودية النقل البري في الماضي كما حافظت على واحد من أقل أسعار البنزين في العالم والذي يقدر بـ 0.13 دولار للتر. في عام 2018، رُفع هذا السعر إلى حوالي 0.54 دولار للتر، والذي لا يزال سعرًا معقولاً وغير مرتفع مقارنة بالمستوى العالمي ولكنه بالتأكيد أعلى سعر على الإطلاق في المملكة المنتجة للنفط. تجدر الإشارة إلى أنه بسبب محدودية خيارات نقل الركاب في البلاد، فإن الطلب على وقود السيارات غير مرن نسبيًا مقارنة مع أسعاره؛ تهيمن المركبات الخفيفة على خيارات نقل الركاب الأخرى، فالحافلات وخيارات النقل العام الأخرى محدودة، والمشي أو الدراجات تعوقها طبيعة البلاد المترامية الأطراف في المدينة والطقس القاسي في معظم مناطق البلاد.
وفي أكتوبر 2023 دشّن وزير النقل بدء التشغيل لخدمات نقل الركاب بين المدن بالحافلات من خلال 3 تحالفات عالمية ستعمل في 3 مناطق امتياز لربط 200 مدينة ومحافظة عبر 76 مساراً لخدمة 6 ملايين راكب سنويًا بأسطولٍ جديد من الحافلات المجهزة بأحدث المتطلبات التقنية والفنية.
تتكون الطرق السريعة في المملكة من اتجاهين تفصلهما جزيرة وسطية، في كل اتجاه وعدد من المسارات يتراوح بين 2 - 6 مسارات زودت بسياجات معدنية في الوسط وعلى الجانبين، كما زود بعضها بمعابر علوية لعبور الجِمال. وهنا بعض من الطرق السريعة الداخلية:
- طريق الدمام - أبو حدرية - رأس تنورة السريع 257 كـم (160 ميل)
- طريق خيبر - العلا السريع 175 كـم (109 ميل)
- طريق مكة المكرمة - المدينة المنورة السريع 421 كـم (262 ميل)[14]
- طريق الرياض - الدمام السريع 383 كـم (238 ميل)[14]
- طريق الرياض - سدير - القصيم السريع 317 كـم (197 ميل)[14]
- طريق الرياض - الطائف السريع 750 كـم (470 ميل)
- طريق الطائف - أبها - جازان السريع 750 كـم (470 ميل)
- طريق المدينة المنورة - تبوك السريع 680 كـم (420 ميل)
- طريق جدة - الليث - جازان السريع 775 كـم (482 ميل)
- طريق جدة - مكة المكرمة السريع 80 كـم (50 ميل)[14]

في 19 فبراير 2018، أُعلن عن أن أربعة من الطرق السريعة السعودية الرئيسية التي تسمح بالسرعة العالية ستمنح زيادة في السرعة للمستخدمين من 120 كم / الساعة إلى 140 كم / الساعة. هذه الطرق السريعة هي طريق (مكة - المدينة)، وطريق (الرياض - الدمام)، وطريق (الرياض - القصيم) وأخيرًا طريق (الرياض - الطائف).
كما نفذت الطرق الدائرية حول بعض المدن لتسهيل حركة النقل والمرور المحلي والمعابر، وزودت بالجسور والتقاطعات العلوية والممرات السفلية وطرق الخدمة الجانبية وأعمال الإنارة والتشجير وكافة وسائل السلامة.

### النقل البري للبضائع والركاب
يستخدم النقل البري في السعودية لنقل البضائع التجارية بين الموانئ والمطارات ومراكزها داخل المدن، كما أنه يستخدم لنقل الركاب بين مدن المملكة العربية السعودية بسيارات الأجرة الخاصة والعامة وخارجها أيضًا، ونتيجة للاستخدامات المتعددة للنقل البري فقط بلغ عدد التراخيص لأنشطة النقل البري مثل مكاتب ترحيل البضائع والمهمات 647، ومكاتب تأجير السيارات الصغيرة 409، وخدمات نقل الركاب من المطارات بسيارات الأجرة العامة 47، والتراخيص الفردية لأجرة عامة 667، ومكاتب نقل وترحيل الركاب خارج المملكة 159، ومكاتب ترحيل الركاب بين مدن المملكة 445، والنقل المدرسي 188، ونقل المعلمات 10.
كما بلغ عدد الشركات والمؤسسات المرخص لها بنقل البضائع والمهمات على الطرق 2486، في حين بلغ حجم أسطول الشاحنات العاملة 280000 شاحنة وصهريج. بلغ عدد محطات وزن الشاحنات على الطرق 23 محطة، إذ تنص التعليمات على ألا تتجاوز حمولة أي شاحنة 40 طناً، حيث أن هذه الآلية تحمي شبكة الطرق من الانهيار نتيجة الحمولة الزائدة ويقلل نسبة الأعطال على الطرق ويرفع مستوى السلامة للمستخدمين كما أنه يزيد من عمر الشاحنات الافتراضي ويزيد من كفاءتها وسرعتها على المرتفعات بحيث تمنع تباطؤ الشاحنة جراء الحمولة الزائدة ومن ثم تقلل نسبة حوادث الاصطدام الخلفي.
تقع مسؤولية تنظيم هذا القطاع وإعداد اللوائح والأنظمة المنظمة لمختلف أنشطته، وإصدار التراخيص اللازمة لممارسة هذه الأنشطة على عاتق وزارة النقل. وقد بلغ ما أصدرته الوزارة من تراخيص لمزاولة أنشطة النقل البري المختلفة ما يزيد على (98) ألف ترخيص لمختلف أنشطة النقل، وبلغ عدد المركبات الخاصة في المملكة 5.36 مليون مركبة خاصة، وعدد الحافلات 100000 حافلة من مختلف الأحجام. كما تشرف بعض الجهات الأخرى على بعض مشاريع نقل الركاب مثل مشروع النقل المدرسي للطالبات (الأمين) والتي تشرف عليه وزارة التربية والتعليم وكذلك مشاريع نقل طالبات الجامعات والتي تتبع مباشرة للجامعات من خلال التعاقد مع شركات نقل محلية متخصصة من القطاع الخاص.

### النقل في موسم الحج
تحرص المملكة العربية السعودية على إنشاء المشاريع التي تكفل انتقال حجاج بيت الله الحرام والزائرين للمدينة المنورة حيث تم إنشاء مجموعة كبيرة من المشاريع تشمل مجموعة من الطرق الرئيسية والجسور والأنفاق لتسهيل حركة النقل داخل مكة المكرمة والمدينة المنورة والمشاعر المقدسة وتتولى وزارة النقل والجهات ذات العلاقة المحافظة على مستوى الخدمات المقدمة، ومن الجهات المسؤولة عن أعمال الصيانة لمشاريع نقل الحجاج الشركة السعودية للنقل الجماعي، كما تشرف وزارة الحج على خدمات النقل الترددي داخل المشاعر المقدسة لفئات محددة من الحجاج القادمين من خارج المملكة عبر طرق مخصصة لنقلهم بواسطة الحافلات بین عرفات ومزدلفة ومنى وعلى أعمال شركات نقل الحجاج المخصصة لنقل الحجاج القادمين من خارج المملكة تحت مظلة النقابة العامة للسيارات.
كما يوجد في المملكة هيئة عليا تعنى بأمور النقل في الحج هي الهيئة العليا لمراقبة نقل الحجاج المخصصة إذ تتولى مسئولية الإشراف على أعمال نقل الحجاج إضافة إلى التنسيق بين الجهات ذات العلاقة المعنية بأمر نقل الحجاج مثل وزارة النقل ووزارة الحج ووزارة الشؤون البلدية والقروية والأمن العام والدفاع المدني وأمانة العاصمة المقدسة ومعهد خادم الحرمين الشريفين لأبحاث الحج لوضع الاقتراحات والحلول التي تساعد على تحسين الخدمات المقدمة للحجاج.
وقد تم تدشين مشروع قطار المشاعر لخدمة الحجاج داخل المشاعر المقدسة ويربط القطار بين عرفات ومزدلفة ومنى وتشرف على المشروع وزارة الشؤون البلدية والقروية وبلغت تكاليفه 1 . 6 مليار ريال ويبلغ طول الخط حوالي عشرين كيلو مترا بمسارين مرتفعين عن الأرض ويشمل المشروع تسع محطات مرتفعة عن سطح الأرض أي ثلاث محطات في كل مشعر ويساهم المشروع في الاستغناء عن حوالي 300000 سيارة من شبكة الطرق داخل المشاعر المقدسة وتبلغ الطاقة الاستيعابية للقطار 72 ألف حاج في الساعة لمواجهة الطلب على النقل في النفرة من عرفات إلى مزدلفة ومن مزدلفة إلى منى بحيث يمكن نقل حوالي نصف مليون حاج خلال 6 ساعات وهي تعد أعلى طاقة قطار في العالم.

### طرق العقبات
تمتد سلسلة جبال السروات بالمنطقة الجنوبية الغربية من المملكة لمسافة 500 كم وبارتفاع يصل إلى 1500 متر، مما شكل عائقاً طبيعياً للاتصال بين المدن والمراكز السكانية فوق الجبال وتلك المنتشرة في السهول والوديان. لذا قامت وزارة النقل السعودية بالعديد من الدراسات للتغلب على تلك الصعوبات وربط أعالي الجبال بسفوحها، ومن ثم ربطها بسهول تهامة. وأسفرت تلك الدراسات عن إمكانية تحقيق ذلك بإنشاء طرق مسفلتة وجسور وأنفاق تمر عبر الوديان وتخترق الجبال الشاهقة التي سميت (العقبات). بدأت الوزارة في عام 1397هـ (1977م) في تنفيذ مشروعات طرق عقبات تهامة حيث انتهت من خمس عقبات بأساليب هندسية متطورة، تجعل الإنجاز نموذجا فريداً في تقنية إنشاء الطرق والجسور والأنفاق. كان تنقل المواطنين بين المدن والمراكز السكانية والقرى على قمم الجبال وبين سهول تهامة رحلة شاقة تستغرق يوماً أو أكثر، إلا أن فتح هذه الطرق سهلت سبل الانتقال لهم.

### صيانة الطرق
تنقسم صيانة الطرق إلى نوعين:
- الصيانة العادية: وتشمل تنظيف سطح الطريق، وإزالة ما يعيق السير عليه، وتنظيف الأسطح الخرسانية والتكلسات الحجرية، ومنشآت تصريف المياه والسيول، وتجديد دهانات الطرق، وصيانة الإشارات والعلامات والحواجز الواقعية.
- الصيانة الوقائية: وتشمل إنشاء بعض أجزاء الطريق المتضررة، أو وضع طبقة جديدة من الأسفلت أو تعديل بعض المنحنيات، أو رفع منسوب الطريق، أو خفضه، وغيرها من الأعمال التي تهدف إلى المحافظة على الطريق، ورفع كفاءته.

بلغ إجمالي ما أنفق على برامج صيانة الطرق منذ بداية الخطة الأولى عام 1390/ 1391هـ حتى السنة الثالثة من خطة التنمية السابعة (1421/ 1422هـ) حوالي أكثر من 15 مليار ريال.
كما طُور نظام حديث بالحاسب الآلي لإدارة المشاريع والصيانة، وتطوير برامجها، وتحسين أدائها، لرفع كفاءة الطرق.

### سكك الحديد

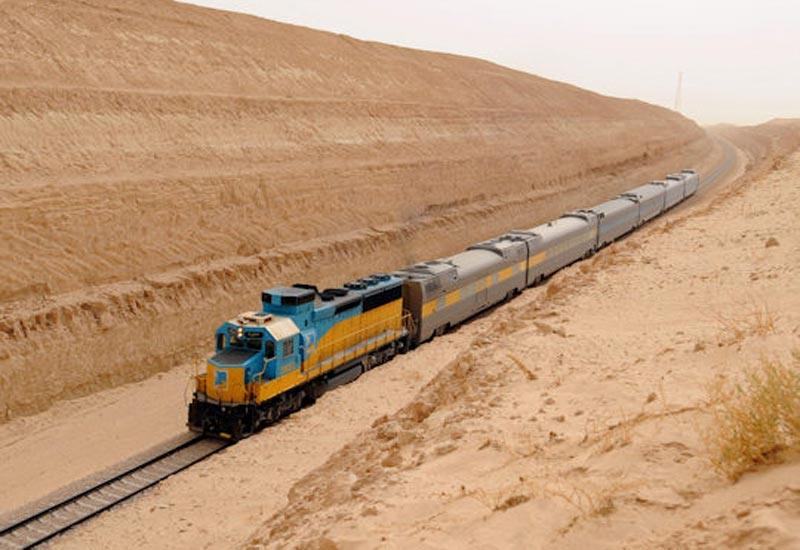
خط سكة حديد الدمام - الرياض.

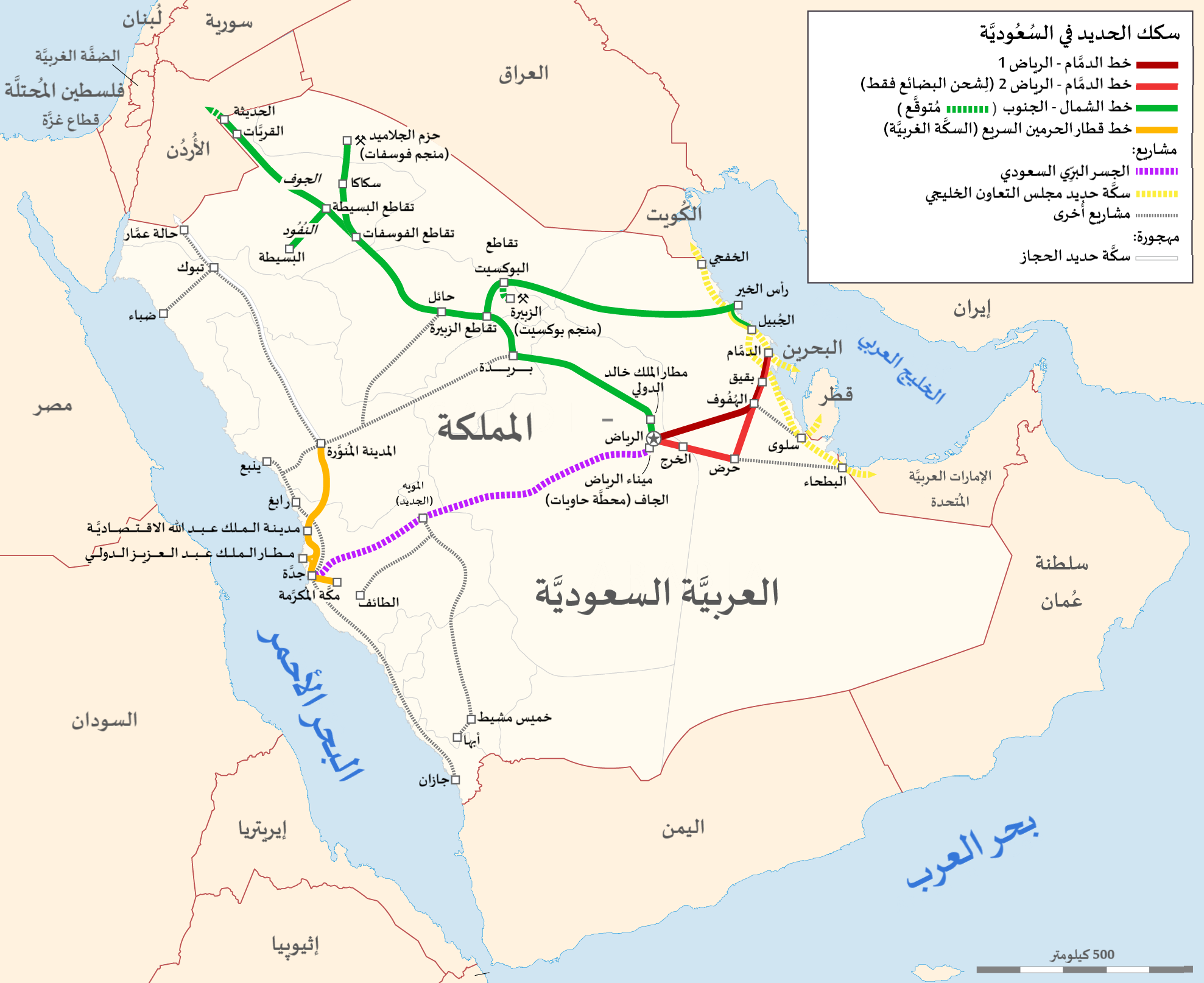
خريطة السكك الحديدية في المملكة العربية السعودية.

تتكون شبكة السكك الحديدية السعودية من الخطوط الرئيسية التالية:
- الخط 1: الدمام - بقيق - الهفوف - الرياض (449.11 كم)، الخط مخصص لقطارات الركاب.[17]
- الخط 2: الدمام - بقيق - الهفوف - حرض - الخرج - الرياض (556 كم)، الخط مخصص لقطارات الشحن.
- قطار الشمال الجنوب: الرياض - بريدة - حائل - الجوف - الحديثة، ولها فرع في رأس الخير على ساحل الخليج العربي كما أن هناك بعض التفرعات إلى البوكسيت ومناجم الفوسفات.
- قطار الحرمين السريع: مكة - جدة - مدينة الملك عبد الله الاقتصادية (رابغ) - المدينة المنورة.
- قطار المشاعر المقدسة: مخصص لنقل الحجاج بين المشاعر المقدسة في مكة، منى - مزدلفة - جبل عرفة (18,1 كم).

تشمل شبكة الخطوط الحديدية العاملة في الوقت الراهن على الخط الذي يربط بين مدينة الدمام بالمنطقة الشرقية ومدينة الرياض وذلك لنقل الركاب والبضائع وقد ارتفع حجم البضائع المنقولة على هذا الخط 3.5 مليون طن في عام (2008م) وقد بدأت المملكة في تنفيذ توسعات مهمة لشبكات الخطوط الحديدية، ستضيف نحو 3000 كيلو متر من الخطوط الحديدية، أولها خط يربط شمال المملكة من الحدود الأردنية إلى مدينة الرياض مرورا بمناطق الجوف وحائل والقصيم مع وصلة تمتد إلى رأس الخير على الخليج العربي وذلك لنقل الركاب والبضائع والمعادن ويبلغ طول الخط نحو 2900 كيلو متر، وقد تم الترخيص للشركة السعودية للخطوط الحديدية (سار) في عام 2009م لتتولى إنشاء هذا الخط وتشغيله وقد بدأ هذا العام تشغيل الجزء الخاص بنقل المعادن، أما المشروع الثاني والذي يربط الخط الحالي الرابط بين مدينة الدمام على الخليج العربي والرياض بعد تطويره بمدينة جدة على ساحل البحر الأحمر بخط يقدر طوله ب150 كيلومتر والمشروع في المراحل الأخيرة لاعتماده ليعمل كجسر بري يربط بين الخليج العربي والبحر الأحمر وذلك لنقل الركاب والبضائع.
في عام 2018، نقلت السكك الحديدية 1.8 مليون مسافر و 700000 سلعة. ومن المقرر حاليًا أن تخضع السكة الحديدية لمزيد من التطوير.
نتيجة الاعتماد الكبير على السفر بالطرق البرية والجوية، لم يحصل النقل بالسكك الحديدية على مستوى مماثل من الاستثمار في المملكة العربية السعودية. ومع ذلك، هناك الآن خطط للتوسع داخل البنية التحتية للسكك الحديدية في المملكة، بحيث يبلغ طول السكة الحديدية الجديدة 1500 كم. بعض هذه الخطط هي:
- مشروع الجسر الأرضي السعودي هو مشروع يهدف إلى ربط موانئ جدة والدمام والجبيل. كما سيمر عبر الرياض ويخدم ميناءه الجاف. من المخطط أن يصل طول الخط الذي يربط الرياض بجدة إلى حوالي 950 كـم (590 ميل)، بينما يجب أن يكون الخط الذي يربط مدينتي الدمام والجبيل حوالي 150 كـم (93 ميل).[20]
- مشروع قطار الحرمين السريع هو مشروع قيد التنفيذ في المنطقة الغربية، يربط مكة المكرمة وجدة ومدينة الملك عبد الله الاقتصادية والمدينة المنورة بخط سكة حديدية بطول 453 كـم (281 ميل). وسيُبنى خط شبه كهربائي مزدوج للركاب لنقل العدد الكبير من الحجاج، والذي تعتبره المؤسسة العامة للخطوط الحديدية مسألة ملحة. والذي بدأ بالعمل بحلول مايو 2018.[21] بحلول عام 2019، كانت السكة الحديد تعمل بكامل طاقتها وسعتها بسرعة 300 كم / ساعة.[18]
- يعتبر قطار المشاعر المقدسة الخط الجنوبي جزءًا من نظام النقل بالسكك الحديدية بمكة المكرمة الذي تم تطويره في مدينة مكة المكرمة. يبلغ هذا المسار 18.1 كيلومتر (11.2 ميل) وقد طُور كوسيلة حصرية وخاصة لنقل العدد المقدر بـ 8 ملايين حاج بين مكة وجبل عرفات ومزدلفة ومنى في موسم الحج السنوي.
- قطار الرياض الكهربائي هو نظام النقل السريع المكون من 6 خطوط قيد الإنشاء في العاصمة. اعتبارًا من أبريل 2018، تم المشروع بنسبة 71٪، ومن المقرر افتتاحه عام 2019، ومن المتوقع أن تعمل الشبكة بالكامل بالكامل بحلول عام 2021.

#### نبذة تاريخية
على الرغم من أن سكة حديد الحجاز المهجورة منذ فترة طويلة قد بنيت خلال فترة الحكم العثماني، فإن أول سكة حديد شُيّدت في المملكة العربية السعودية الحديثة كانت سكة حديد الرياض - الدمام. إذ أطلقها الملك عبد العزيز في عام 1951. في 26/11/1366هـ (11/10/1947م)، وضع أول قضيب للخط الحديدي بالدمام ليصل إلى مدينة الرياض. في 9/1/1371هـ (10/10/1951م)، وصل الخط إلى مدينة الرياض وافتتحه الملك عبد العزيز. ويتكون المشروع الأساسي للخط الحديدي من: الموانئ والخطوط الجانبية من ميناء الدمام في عمق البحر إلى ساحل الدمام طولها 13كم. من الدمام إلى الرياض طولها 565كم. خطوط جانبية متفرعة من الخط الرئيسي لأعمال التخزين 373576.
حتى عام 2003م، كان عدد قاطرات الجر قوة 100 إلى 1500 حصان على هذا الخط 8 قاطرات. وعدد القاطرات الصغيرة لأعمال التخزين وتحريك العربات 9. عربات متنوعة لشحن البضائع، والحاويات والمواد السائلة والغازية وغيرها عددها 2298. عربة ركاب عددها 25. عربات ركاب مكيفة ومزودة بماكينة تسير بها ذاتيا عددها 4. كلف هذا الخط 265 مليون ريال. وتم تحديث الخط الحديدي القديم عبر اختصار الطول القديم الذي بقي لنقل البضائع إلى 569كم بدلاً من 578كم بتكلفة 603 ملايين ريال. وبناء خط مزدوج من الدمام إلى الهفوف بطول 140 كم بتكلفة 380 مليون ريال، بالإضافة إلى خط مباشر من الهفوف إلى الرياض بطول 310 كم بتكلفة 850 مليون ريال. كما تم أيضاً تحديث وإنشاء الميناء الجاف في الرياض بتكلفة 241 مليون ريال. وإنشاء ثلاث محطات رئيسية في كل من الدمام والهفوف والرياض بتكلفة 205 ملايين ريال، وإنشاء مركز حديث لصيانة القاطرات بتكلفة 72 مليون ريال، وتحديث عربات الركاب وعربات الشحن بتكلفة 395 مليون ريال.

#### الأمن والسلامة في الطرق البرية
خصصت المملكة فِرق القوات الخاصة لأمن الطرق لتحقيق الأمن الشامل والطمأنينة على الطرق الخارجية بين مناطق ومدن وقرى وهجر المملكة، وأبرز مهام القوات الخاصة لأمن الطرق:

### مهام أمنية جنائية
مباشرة وضبط الجرائم الجنائية والعمل على الحد من وقوعها، مباشرة الحوادث الأمنية، ضبط قضايا الأسلحة والمخدرات على الطرق الخارجية.

### مهام خدماتية
تقديم الإسعافات الأولية وتسهيل نقل المصابين بالتعاون مع الهلال الأحمر، ومباشرة الحالات الطارئة وفك الاحتجاز، والإنقاذ بالتعاون مع الدفاع المدني، استقبال بلاغات طلب الخدمة أو المساعدة.

### مهام مرورية
مباشرة الحوادث المرورية والتحقيق الأولي، وخفض نسبة الحوادث والإصابات والوفيات على الطرق خارج المدن، والعمل على الحد من وقوعها، ضبط سلوك المخالفين ورفع مستوى وعي مستخدمي الطريق.

### مهام نظامية
التعاون مع الجوازات لضبط مخالفي نظام العمل والإقامة، وضبط مخالفي النظام العام، وتطبيق أنظمة الدولة على الطرق الخارجية.

### مهام موسمية
خدمة قاصدي الحرمين الشريفين، وتطبيق التعليمات المنظمة للحج والعمرة، وغيرها.

## النقل البحري
نتيجة للموقع الجغرافي للسعودية الذي يجعل المسطحات المائية المحيطة بالمملكة وسيلة رئيسية للتجارة ونقل البضائع، كان للمملكة العديد من الإنجازات في مجال النقل البحري أهلها للفوز بعضوية مجلس إدارة المنظمة البحرية الدولية (إيمو) للمرة الثامنة على التوالي وذلك تقديراً لجهودها في دعم المنظمة. كما أن المملكة - ممثلة في وزارة النقل - من الدول المؤسسة للأكاديمية العربية للنقل البحري، وهي أيضًا من الدول المؤسسة للجامعة البحرية الدولية بالسويد. ولها عضوية في مجلس أمناء الجامعة ممثلة في وزارة النقل. انضمت المملكة إلى 15 معاهدة واتفاقية دولية تتعلق بالسلامة البحرية وحماية البيئة البحرية.
بلغ عدد الشركات والمؤسسات الملاحية السعودية التي منحت تراخيص مزاولة النقل البحري 208 حتى نهاية عام 1423هـ (2002م). ويوجد 597 سفينة ترفع العلم السعودي في مينائي جدة والدمام. ووصل عدد الوحدات البحرية المسجلة 577 وحدة مرخص لها. أما وسائط الصيد والتنزه فعددها 23265 حتى نهاية عام 1423هـ، وعدد الوكالات لبيع تذاكر السفر البحرية 482 حتى نهاية 1423هـ. وأهلت الوزارة مساحون عددهم 261 بلغت حمولتهم 346.000 طن.
عدد ناقلات الشركة السعودية الوطنية للنقل البحري (تسهم الدولة بـ 25% من رأس مال الشركة أي 2000 مليون ريال) 11 منها ناقلتان لنقل المواد البتروكيماوية، وقد بلغت حمولة تلك السفن 205.000 طن. أما عدد ناقلات الشركة الوطنية لنقل الكيماويات (تسهم الشركة الوطنية للنقل البحري وشركة سابك بـ 80% من رأس مال الشركة) 14 منها ناقلتان لنقل المواد البتروكيماوية بلغت حمولة تلك السفن 305.000 طن. في حين يوجد 9 ناقلات للشركة العربية لنقل البترول (شركة مساهمة من 9 دول عربية رأس مالها 500 مليون دولار أمريكي) حمولتها الكلية 346.000 طن تأسست عام 1393هـ (1973م). سفن شركة الملاحة العربية المتحدة (5 شركات مساهمة من دول خليجية رأس مالها 500 مليون دينار كويتي) عددها 48 منها 10 سفن ترفع العلم السعودي تسهم المملكة منها بـ 19.3% من رأس مال الشركة.
بلغ حجم البضائع المناولة في جميع موانئ المملكة نحو 154.8 مليون طن في عام 2008م بمعدل نمو سنوي متوسط قدره 6.6٪. وتسعى المملكة لتحويل الموانئ إلى موانئ محورية، وذلك بتطوير البنية التحتية لميناء جدة الإسلامي وميناء الملك عبد العزيز بالدمام بإنشاء محطات جديدة لمناولة الحاويات بتمويل من القطاع الخاص. وقد بلغ إجمالي الحاويات المناولة في عام 2008م نحو 4.65 مليون حاوية قياسية. أما أعداد المسافرين عبر الموانئ فقد بلغ عددهم نحو 1.8 مليون مسافر عام 2008م. بلغ عدد التراخيص الممنوحة للأنشطة الاقتصادية البحرية 122 ترخيصاً في عام 2008. بلغ عدد السفن المسجلة 653 سفينة وبطاقة إجمالية تصل إلى نحو 1.9 مليون طن. وتعتبر منظومة الموانئ السعودية أكبر منظومة للموانئ في الشرق الأوسط حيث تضم 8 موانئ رئيسية مجموع أرصفتها 183 رصيف. وتوفر الدولة عبارتين حديثتين لنقل الركاب بالمجان بين مدينة جيزان وجزيرة فرسان في البحر الأحمر.
لدى المملكة العربية السعودية شبكة نقل بحري متطورة، أنشئت في المقام الأول لدعم نقل البتروكيماويات. يقع أكبر ميناء بحري في المملكة العربية السعودية على البحر الأحمر. هذا الميناء مسؤول عن 80 ٪ من النشاط البحري.
شبكة النقل البحري تحت إدارة الهيئة العامة للموانئ السعودية وتتوزع الموانئ التابعة للمؤسسة على ساحلي البحر الأحمر والخليج العربي وهي:

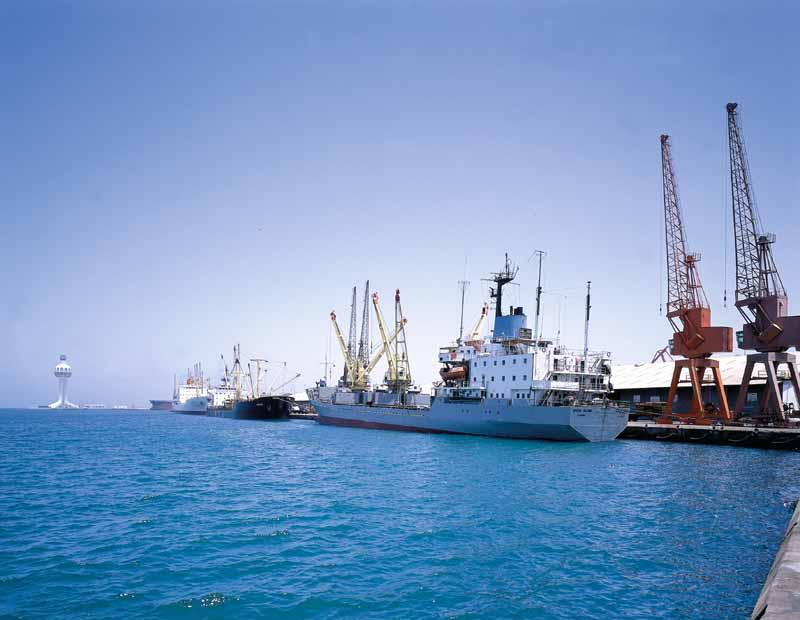
ميناء جدة الإسلامي.

### موانئ البحر الأحمر
- ميناء جدة الإسلامي.
- ميناء جازان.
- ميناء الملك فهد الصناعي بينبع.
- ميناء ينبع التجاري.
- ميناء ضباء.
- الليث.
- رابغ.
- فرسان.

### موانئ الخليج العربي
- ميناء الملك عبد العزيز في الدمام.
- ميناء رأس الخير.
- ميناء رأس تنورة.
- ميناء الملك فهد الصناعي بالجبيل.
- ميناء الجبيل التجاري.
- ميناء الخُبر.
- ميناء الخفجي.
- ميناء الجعيمة.
- ميناء القطيف: استُغني عنه نهائيًا في 13 أبريل 1972.[25]
- ميناء دارين
- ميناء القنفذة
- ميناء تاروت

## النقل الجوي
تمتد المملكة العربية السعودية على مساحة شاسعة، حيث أنها أكبر دولة في الخليج من حيث المساحة وواحدة من أكبر دول العالم مساحة. ولذلك تضم المملكة عدد كبير ومتنوع من المطارات. تتنوع مطارات السعودية بشكل كبير، إذ أن المملكة تضم عدد كبير من المطارات الضخمة، وتضم كذلك الكثير من المطارات الداخلية الصغيرة، وأغلب هذه المطارات حديثة البناء، وهناك ما يقدر بحوالي 203 مطارا في المملكة العربية السعودية (2003). ويشكل النقل الجوي الداخلي وسيلة نقل مهمة، خاصة أن توزيع هذه المطارات جغرافياً يجعل نحو (90٪) من سكان المملكة يعيشون على بعد نحو ساعتين بالسيارة من أقرب مطار، وهو ما يجعل النقل الجوي الخيار الأفضل لرحلات الذهاب والإياب التي تتجاوز 350 كم. ومتوسط المعدل السنوي للركاب بالنقل الجوي (7.2٪) وبلغ نحو 45.3 مليون راكب في عام (2008م) وتستحوذ المطارات الدولية نحو (84.4%) من إجمالي حركة الركاب في مطارات المملكة. كما بلغ معدل البضائع المنقولة جواً نحو (1.7٪) كمتوسط سنوي. كما تم البدء بتنفيذ عملية تطوير وتحديث شاملة لمطار الملك عبد العزيز الدولي في جدة، بمبلغ 27 مليار ريال تستهدف رفع طاقته الاستيعابية تصل إلى 80 مليون مع نهاية المشروع. كما سيتم إنشاء مطار دولي جديد في المدينة المنورة بنظام عقود البناء والتشغيل ثم نقل الملكية، والذي يتوقع أن تبلغ طاقته في المرحلة الأولى نحو 8 ملايين راكب سنوياً بنهاية عام 2014م.وسمحت المملكة في الآونة الأخيرة باستخدام بعض شركات الطيران الأجنبية للمطارات الإقليمية في رحلات دولية لبعض الدول المجاورة.
خلال عام 2017م، شهدت مطارات المملكة نمواً كبيراً في أعداد المسافرين، حيث وصل عدد المسافرين (91.8) مليون مسافر، أقلتهم (741.293) رحلة.
وحققت مطارات المملكة الـ 27 نسبة نمو مرتفعة في أعداد المسافرين وصلت إلى (7.7%) مقارنة بعام 2016، كما سجلت الرحلات نسبة نمو وصلت إلى (4.6%)، بحسب إحصائيات أصدرتها الهيئة العامة للطيران المدني.

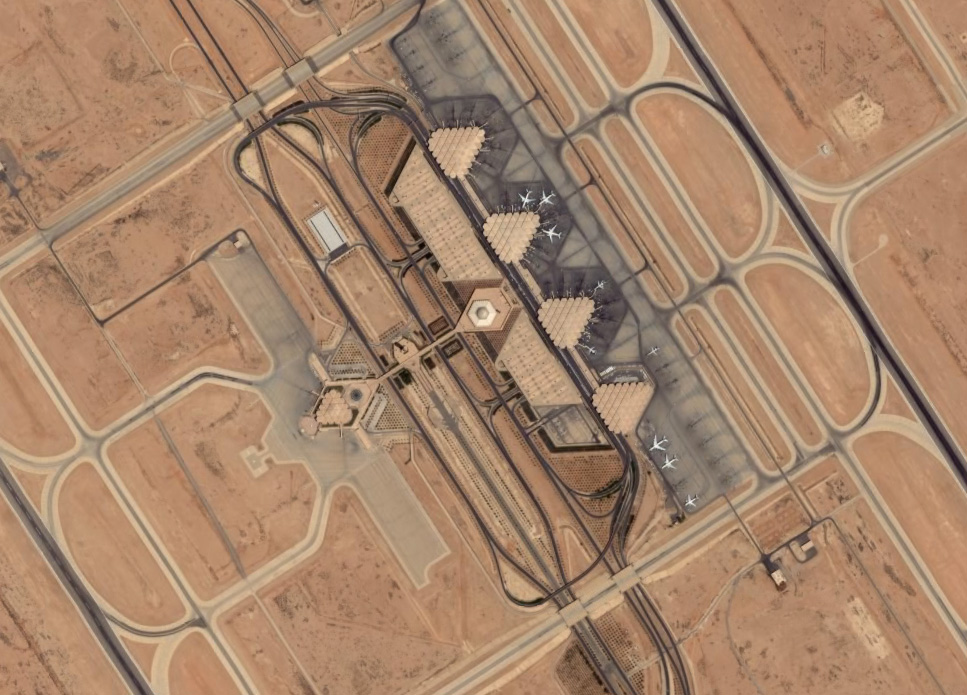
مطار الملك خالد الدولي في الرياض

| المطارات الدولية                                                   | المطارات الإقليمية                                      | المطارات المحلية                         |
| ------------------------------------------------------------------ | ------------------------------------------------------- | ---------------------------------------- |
| مطار الملك فهد بن عبد العزيز بمدينة الدمام                         | مطار الجوف الإقليمي بمنطقة الجوف                        | مطار القيصومة المحلي بالمنطقة الشرقية    |
| مطار الملك خالد بن عبد العزيز بمدينة الرياض                        | مطار الأمير سلطان بن عبد العزيز الإقليمي بمنطقة تبوك    | مطار الملك سعود المحلي بمنطقة الباحة     |
| مطار الملك عبد العزيز بمدينة جدة                                   | مطار نجران الإقليمي بمنطقة نجران                        | مطار الجوف المحلي بمنطقة الجوف           |
| مطار الأمير محمد بن عبد العزيز بمنطقة المدينة المنورة              | مطار الملك عبد الله بن عبد العزيز الإقليمي بمنطقة جيزان | مطار القريات المحلي بمنطقة الجوف         |
| مطار الأمير نايف بن عبد العزيز الدولي بمنطقة القصيم                | -                                                       | مطار شرورة المحلي بمنطقة نجران           |
| مطار الطائف الدولي بمنطقة مكة المكرمة                              | -                                                       | مطار عرعر المحلي بمنطقة الحدود الشمالية  |
| مطار حائل الدولي بمنطقة حائل                                       | -                                                       | مطار رفحاء المحلي بمنطقة الحدود الشمالية |
| مطار أبها الدولي بمنطقة عسير                                       | -                                                       | مطار طريف المحلي بمنطقة الحدود الشمالية  |
| مطار الأحساء الدولي بالمنطقة الشرقية                               | -                                                       | مطار الوجه المحلي بمنطقة تبوك            |
| مطار الأمير عبد المحسن بن عبد العزيز بمنطقة المدينة المنورة        | -                                                       | مطار الدوادمي المحلي بمنطقة الرياض       |
| مطار الأمير عبد المجيد بن عبد العزيز الدولي بمنطقة المدينة المنورة | -                                                       | مطار وادي الدواسر المحلي بمنطقة الرياض   |
| -                                                                  | -                                                       | مطار بيشة المحلي بمنطقة عسير             |
| -                                                                  | -                                                       | مطار رابغ                                |

### مطارات مع مدارج معبدة
مجموع المطارات: 61
- أكثر من 3,047 متر: 32
- 2,438 إلى 3,047 متر: 13
- 1,524 إلى 2,437 متر: 12
- 914 إلى 1,523 متر: 2
- تحت 914 م: 2 (تقديرات 2003)

### مطارات مع مدارج غير معبدة
مجموع المطارات: 133
- أكثر من 3047 متر: 6
- 2,438 إلى 3,047 متر: 5
- 1,524 إلى 2,437 متر: 75
- 914 إلى 1,523 متر: 38
- تحت 914 م: 14 (تقديرات 2003)

(الخطوط السعودية هي شركة الطيران الوطنية الناقلة في البلاد وتعمل إلى جانبها طيران ناس).

### مطارات مروحيات
- 9 مطارات (2009)

### مروحيات تجارية
في عام 2019، أطلق صندوق الاستثمارات العامة أول مروحية تجارية ستعمل على نقل العملاء داخل المدن السعودية الرئيسية ونقلهم إلى وجهات سياحية مختلفة.

## اتفاقيات النقل
قامت وزارة النقل بإبرام عدة اتفاقيات في مجال النقل مع الدول الخليجية والعربية والإسلامية بهدف تسهيل حركة الركاب والبضائع بين المملكة والدولة الأخرى مما يمكنها من التغلب على المعوقات التي تواجه مجالات النقل، ويساعد في تحقيق مصالح تجارية ويسهل مشاركة الأفراد في سوق النقل. ومن هذه الاتفاقيات:
- اتفاقية النقل بالعبور بين دول الجامعة العربية.
- اتفاقية النقل متعدد الوسائط بين الدول العربية.
- اتفاقيتان للتعاون في مجال النقل البري والنقل البحري جمهورية مصر.
- اتفاقيتان للتعاون في مجال النقل البري والنقل البحري مع اليمن.
- اتفاقيتان للتعاون في مجال النقل البري والنقل البحري مع المغرب.
- اتفاقيتان للتعاون في مجال النقل البري والنقل البحري مع سوريا.
- اتفاقيتان للتعاون في مجال النقل البري والنقل البحري مع الأردن.
- اتفاقيتان للتعاون في مجال النقل البري والنقل البحري مع السودان.
- اتفاق الطرق الدولية في المشرق العربي (الإسكوا).
- اتفاق السكك الحديدية لدول المشرق العربي (الأسكوا).
- مذكرة تفاهم بشأن التعاون في مجال النقل البحري (الأسكوا).
- بروتوكول توحيد قواعد وإجراءات مرور مركبات الدول المشاركة بين أراضيها وعبرها بالترانزيت.
- اتفاقيتان للتعاون في مجال النقل البري والنقل البحري مع تركيا.

## الجهات الحكومية المسؤولة
| الشعار | الاسم                                   | المهمة                                                                          |
| ------ | --------------------------------------- | ------------------------------------------------------------------------------- |
|        | وزارة النقل (السعودية)                  | الإشراف على كافة الجوانب المتعلقة بالمواصلات من طرق وسكك حديدية وموانئ ومطارات. |
|        | الهيئة العامة للطيران المدني (السعودية) | مسؤولة عن إدارة أجواء السعودية، والإشراف على قطاع الطيران المدني.               |
|        | الهيئة العامة للموانئ السعودية          | تشييد وإدارة الموانئ السعودية.                                                  |
|        | المؤسسة العامة للخطوط الحديدية          | تشغيل وصيانة الخطوط الحديدية.                                                   |